# Terence Patrick Segarty
Terence Patrick Segarty (né le 4 novembre 1946) est un homme politique canadien de la Colombie-Britannique. Il est député provincial créditiste de la circonscription britanno-colombienne de Kootenay de 1979 à 1986.
Il est ministre dans les cabinets des premiers ministres Bill Bennett et Bill Vander Zalm au poste de ministre du Travail de février 1985 à novembre 1986.

## Biographie
Né en Irlande, Segarty est président de la 2 Baker Developments Ltd, la Terrim Property Management Ltd, la O'Shea's Entertainment Inc et la Birchwood Building Corporation. Il est aussi directeur de l'Hôpital régional de Cranbrook et siège au conseil d'administration du Royal British Columbia Museum.